# ロミルド・リベイロ・ソアーレス
ロミルド・リベイロ・ソアーレス（Romildo Ribeiro Soares、1947年12月6日 - ）は、 ブラジルの牧師。
| スタブアイコン | サブスタブ | この項目は、まだ閲覧者の調べものの参照としては役立たない、人物に関連した書きかけの項目です。この項目を加筆・訂正などしてくださる協力者を求めています（P:人物伝/PJ:人物伝）。 |